# 캐롬
캐롬(영어: carom billiards 또는 carambole billiards)은 포켓이 없는 당구대에서 하는 당구 경기를 가리킨다.
캐롬 경기는 자신의 큐볼(수구), 상대의 큐볼, 1개 이상의 오브젝트볼(목적구)을 이용해 두 사람이 하는 경우가 많다.
득점이 성립하기까지 필요한 조건이 경기마다 달라, 각각의 경기마다 난이도가 다르다. 공식 경기에는 스트레이트 레일, 쿠션 캐럼스, 보크라인, 스리쿠션, 예술구 등이 있다.
캐롬 경기가 이루어지는 테이블은 캐럼 테이블이라고 하여 공을 넣는 포켓이 없고 사방이 전부 쿠션으로 둘러싸여 있다.

## 용어
단순히 스트라이크와 리바운드를 의미하는 캐롬(carom)이라는 단어는 적어도 1779년까지 당구와 관련하여 사용되었으며 때로는 "carrom"으로 철자화되기도 했다.  이는 빨간색 물체 공을 설명하는 데 사용되는 스페인어 및 포르투갈어 단어 carambola 또는 프랑스어 단어 carambole의 단축형으로 다양하게 고정되었다. 일부 어원학자들은 카람볼라가 포르투갈어로 카람볼라(carambola)라고도 알려진 노란색에서 주황색의 열대 아시아 과일에서 파생되었다고 제안했다. 이는 과일의 원래 이름인 인도 마라티어의 카람발(karambal)이 변형된 것이다. 그러나 이 과일은 당구공과 전혀 유사하지 않고 그러한 파생에 대한 직접적인 증거가 없기 때문에 이것은 단순히 민속 어원일 수 있다.
현대 프랑스어에서 carambolage라는 단어는 '연속적인 충돌'을 의미하며, 현재 주로 당구의 캐롬 또는 대포 발사 및 다중 차량 충돌과 관련하여 사용된다.

## 같이 보기
- 당구